# Tripack
Tripack (paquete de tres) es un formato de embalaje o empaquetamiento (estuche) de CD y DVD, que como su nombre  indica, no es otra cosa que un "digipak desplegable en forma de tríptico" o lo que es lo mismo, se abre en tres tapas, en cada una de las cuales vienen insertado 3 CD o DVD. El material del estuche de los tripacks generalmente vienen hechos de cartón, muy raras veces la envoltura viene en un material semi-empastado.
Por lo general, los paquetes en formato de tripacks son usados para la publicación de compilaciones de éxitos musicales o en la publicación en grupo de ediciones especiales de álbumes completos de determinado artista. Este tipo de embalaje tiende a deteriorarse rápidamente si no se le cuida bien, debido al lo endeble del material.
- Datos: Q6152825